# Mårten Krakowsskolan
Mårten Krakowsskolan var en skolbyggnad vid Kämpegatan 12 i stadsdelen Gullbergsvass i Göteborg. Skolan var namngiven efter officeren Mårten Krakow.
Byggnaden stod klar i augusti 1899 efter ritningar av arkitekt August Nilsson (1855-1911). Skolverksamheten upphörde 1978 och byggnaden revs 1986.